# Pokémon XD: Gale of Darkness
Pokémon XD: Gale of Darkness (en català, Tempesta Fosca, conegut en Japó com Pokémon XD Yami cap Kaze Dark Lugia), és la segona continuació de Pokémon Colosseum de Nintendo per al Nintendo GameCube. És el successor del joc de GameCube, Pokémon Colosseum, de manera que la terra on es juga el joc és la mateixa, a Orre, l'escena del Mode Adventure (Mode Aventura) de Pokémon Colosseum. Tots els jocs de Pokémon Advance poden connectar a aquest joc a través del Battle Mode (Mode Batalla).

## Història
La història comença 5 anys després dels esdeveniments de Pokémon Colosseum amb la introducció de Michael (l'intèrpret pot canviar el nom), el protagonista principal. Michael primer coneix el Professor Krane, el cap de la seva mare. Aquest introdueix el concepte dels Shadow Pokémon, que són Pokémon qui els cors de qui ha estat tancat artificialment. La Organization Cipher, un malvat i poderós sindicat criminal, els està creant i els distribueix per als seus propòsits malignes. Krane també introdueix el Snag Machine, que s'utilitza per captar els Shadow Pokémon per purificar-los. Krane li entregà Michael amb lel Snag Machine per captar aquests Shadow Pokémon i el dona, a més del Aura Reader (la peça d'ull) per identificar-los des dels Pokémon normals. Poc temps després d'això, Krane és segrestat per agents de Cipher. Michael surt per salvar Krane i descobrir i derrotar el sindicat de Chipher. Michael viatja a una de les bases de Cipher al desert. Allà lluita molts seguidors de l'organització. La majoria d'ells tenen Shadow Pokemon. Michael salva Krane, però lluita amb un dels administradors de Cipher en el procés, Lovrina, una adolescent pixavina i creguda. Després de derrotar-la, un investigador de Cipher deixa caure una Data ROM de Dades, que el Krane i Michael retornen al Laboratori de HQ Pokemon per investigar. Al laboratori, el Purify Chamber és completat, només com Michael i Krane aconsegueixen arribar a casa.
Michael l'analitza fora com Jovi pren la Data ROM de Dades per analitzar-la. Després la ONBS l'anlitza, però Cipher aconsegueix arrebartar-li la información. Tot i així la ONBS li revelà A Michael els plans de Chipher, apoderar-se de Phenac City, fent-se pasar per la gent de la ciutat i així fent-se els seus amos. Allí Michael aconsegueix revelar la veritat, i derrotar els membres de Cipher, derrotant el seu segon Cipher Administrator, Snattle, un polític molt famós en tota la regió. Per això es va assabentar Michael perquè Cipher volia mantenir aquella ciutat sota el seu domini, és perquè la gent de la Phenac City havia vist molta gent estranya al voltant del desert del nord, prop de la Cipher Key Lair, la fàbrica de desenrotllament de Shadow Pokémon de Cipher. Allí s'endinsa Michael, acabant amb la producción de Shadow Pokémon i derrotant el Cipher Admin. Gorigan. Després el Great Master of Cipher, Greevil, revela la seva identitat de líder suprem de l'organització. Michael fou a la Citadark Isle, base general de Cipher, i derrotà a Greevil i als seus administradors. Derrota també al Shadow Lugia, el XD001, i el purifica, a part de salvar tots els Shadow Pokémons i transformar-los en normals, salvant el món.

## Trets nous i canvis
Pokémon XD conté molts trets nous des del seu predecessor, Pokémon Colosseum.

### Poké Spot
Poké Spot és un tret nou en Pokémon XD. Permet als intèrprets lluitar i capturar Pokémon salvatges. Hi ha tres àrees de PokéSpot diferents: Cova, Roca, i Oasi, cada un amb Pokémon diferent a aparèixer. El més rar d'aquests Pokémon pot ser comerciat dins joc. Per enganyar Pokémon a Poké Spots, els entrenadors utilitzen menjar anomenat Poké Snacks.

### Shadow Pokémon
Shadow Pokémon, introduït en Pokémon Colosseum, és el Pokémon qui els cors han estat "tancat", fent-los més viciosos i forts en la batalla. Els cors tancats de Shadow Pokémon els permeten utilitzar atacs Shadows en la batalla; mentre que a Colosseum hi havia només un moviment Shadow, en XD n'hi ha 18. Mentre que aquests atacs són d'ús limitat contra un altre Shadow Pokémon, són sobreimpressió altament perillosa, sent quieta eficaç en contra de qualsevol No-Shadow Pokemon. Tanmateix, els Shadow Pokemon són incapaços de créixer al poder de l'experiència de batalla fins que sofreixin purificació, un procés que elimina el seu estatus de Shadow.
Mentre a Colosseum només apareixien 48 Shadow Pokemon, els trets de XD gairebé doblen aquella quantitat, amb molts entrenadors que utilitzen més d'una Shadow Pokemon contra el protagonista simultàniament. El joc també presenta una Shadow Lugia, i és l'un dels pocs mètodes legítims d'obtenir un Lugia en la tercera i quarta generacions de jocs Pokemon.

#### Atacs foscos
| Atac (català) | Atac (anglès) | Poder i precisió   | Descripció |
| ------------- | ------------- | ------------------ | --- |
| Carga fosca   | Shadow Rush   | Poder 55 Prec 100  | Golpeja un rival. |
| Vigor fosc    | Shadow Blitz  | Poder 40 Prec 100% | Golpeja un rival. |
| Ona fosca     | Shadow Wave   | Poder 50 Prec 100% | Golpeja els dos rivals. |
| Ràbia fosca   | Shadow Rave   | Poder 70 Prec 100% | Golpeja un rival. |
| Meitat fosca  | Shadow Half   | Poder - Prec 100   | Treu la meitat de PS màxims a tots els combatents en escena, incloent usuari. Perd un torn després.                                                |
| Cel fosc      | Shadow Sky    | Poder - Prec 100%  | Golpeja tots els combatents exceptuant als Shadow Pokémon durant 5 torns traient-lo un 1/16 de PS màxims en cada un, sinó hi ha un canvi climàtic. |
| Bruma fosca   | Shadow Mist   | Poder - Prec 100%  | El baixa molt l'evasió als dos rivals. |
| Muda fosca    | Shadow Shed   | Poder - Prec 100%  | Tomba reflex, pantalla llum i vel sagrat. |
| Trava fosca   | Shadow Hold   | Poder - Prec 100%  | Evita la fugida d'ambdós rivals, mentre no se'n vagi l'agressor.                                                                                   |
| Por fosca     | Shadow Panic  | Poder - Prec 60%   | Confon ambdós rivals, no afecta Pokémon amb l'habilitat insonoritzar.                                                                              |
| Ocàs fosc     | Shadow Down   | Poder - Prec 100%  | Baixa molt la defensa d'ambdós rivals. |
| Tifó fosc     | Shadow Storm  | Poder 95 Prec 100% | Golpeja els dos rivals. |
| Empenta fosca | Shadow Break  | Poder 70 Prec 100% | Golpea a un rival. |
| Final fosca   | Shadow End    | Poder 120 Prec 60% | L'agressor rep la meitat del dany produït al rival.                                                                                                |
| Gel fosc      | Shadow Chill  | Poder 75 Prec 100% | Pot en un 10% de possibilitat de congelar el rival.                                                                                                |
| Fosc fosc     | Shadow Fire   | Poder 75 Prec 100% | Pot en un 10% de possibilitat de cremar el rival.                                                                                                  |
| Llamp fosc    | Shadow Bolt   | Poder 75 Prec 100% | Pot en un 10% de possibilitat de paralitzar el rival.                                                                                              |
| Buf fosc      | Shadow Blast  | Poder 80 Prec 100% | Colpeja un rival. |

### Purification Chamber
A Pokémon Colosseum, els Shadow Pokémon es purificava un alhora a la Agate Village Relic Stone. Aquest joc presenta la Purification Chamber. En això, una Shadow Pokémon es posa en el centre d'un cercle i fins a quatre no Shadow Pokémon són posats en el cercle. El Pokémon regular pot ser portar i obrir-se cap al cor de l'Shadowa Pokémon. Per accelerar el procés, arrangi Pokémon ser supereficaç contra el pròxim Pokémon en el sentit de les agulles del rellotge. La Purification Chamber pot purificar fins a nou Shadow Pokémon immediatament. No només que, en comptes d'una Purification Chamber, pot trobar un Pokémon rar que pot també purificar Shadow Pokemon.

### Uns Altres Canvis
A diferència d'a Pokémon Colosseum, on l'intèrpret forçava a visitar un PC per salvar el joc (similar a l'estalviar punts dels termes Playstation de la sèrie de Final Fantasy), Pokémon XD permet a l'intèrpret salvar del menú de pausa quan ell o ella complagui, portant el joc més de prop en línia amb les entrades de la Game Boy de la sèrie.

## Desenvolupament
Abans que el joc fos alliberat per a qualsevol, uns quants preséntenles seves preguntes. Aquí són alguns de la prensa:

### Reggie Fils-Aime
La primera informació donada de Pokémon XD eren bones notícies per a admiradors Pokémon: de l'executiu de Nintendo Amèrica Reggie Fils-Aime revelava en una entrevista amb IGN del lloc web de joc el març de 2005 que Pokémon XD faria gameplay similar als jocs de Game Boy Avançar Robí i Safir, molt al delit d'admiradors decebuts amb uns altres títols Pokémon en Nintendo 64 i Nintendo GameCube.
- IGNcube: Finalment, què és Pokémon XD?

- Reggie: Pokémon XD és una marca joc Pokémon nou per a GameCube. És un RPG Pokémon veritable. No és una seqüela de Colosseum. És una marca de complexió nova. Una marca joc nou que realment juga els aspectes de RPG. Així pensi-hi d'aquesta manera. Si estimava Robí i Safir, se n'enamorarà de Pokémon XD per GameCube.

El producte final acabava sent una seqüela de Pokémon Colosseum.

### Revistes japoneses
Les revistes de videojocs japoneses com Famitsu i CoroCoro Comic donaren informació que mostraven que el joc tindria gràfics 3D similars als del seu predecessor, Pokémon Colosseum. Això era també revelat que el joc continuaria la inclusió enganxant dels Shadow Pokémon des de Colosseum. Res del complot de la historia no es revelava, altre que el fet que es deia que un negre Shadow Lugia jugava una part gran en la història. També es revelava que l'intèrpret comença amb un Eevee, i que els nivells avancen més de prop a la sèrie principal.

### Promocions Nintendo
Nintendo alliberava dues demostracions per promoure el joc. En la demostració de les botigues de detallistes, l'intèrpret se'n va a través de dues batalles on a l'intèrpret se li poden acoblar tres Shadow Pokémon. En la demostració del joc Pokémon Playable es podia incloure Gardevoir i Parasect. La segona demostració era playable en el "Pokémon Rocks Amèrica". Els intèrprets que acabaven la demostració podien descarregar un Metang lliure. Durant l'aturada a Phoenix, els intèrprets podrien aconseguir una primera còpia del joc.

## Recepció
Pokémon XD rebia ressenyes oposades, normalment marcant-ne 6-7 de 10 (8.6/10 era el seu resultat més alt).
El joc es criticava comunament per tenir una quantitat gran de material reciclat des de Pokémon Colosseum, que incloïa un cert nombre d'àrees reciclades i gairebé reciclava gràfics des de Colosseum. GameSpot comentava que "no molt ha canviat des de l'original'’. Una altra queixa comuna eren les àrees de PokeSpot, vistes com molt limitat i petites comparat amb la versió GBA. Malgrat les ressenyes oposades, Pokemon XD tenia més èxit que Colosseum, tanmateix.
GameSpy havia dit en la seva ressenya:
... molta de la diversió des dels RPGs portàtils està vagant al voltant del món, explorant parcel·les d'herba alta i veient quines criatures fortuïtament es trobaven. Ja que és forçud els Shadow Pokémon durantla trobada amb les seus entrenadors, sent que sigui de més agrat.